# Hamilton (Kanada)
Hamilton kikötőváros Kanada déli részén, Ontario tartományban. Lakosainak száma 569 353 fő (2021). Toronto városától mindössze 68 kilométerre fekszik.
Az ország egyik vezető ipari központja.  A 19. század közepén indult vas- és acélipara Kanada legnagyobbjává nőtte ki magát, és a nemzeti acéltermelés jelentős részét adja.
Az első brit birodalmi játékokat 1930-ban rendezték Hamiltonban.

## Híres emberek
- James McMillan (1838–1902), politikus
- John Charles Fields (1863–1932), matematikus
- Ray Lewis (1910–2003)  atléta, futó
- Louis Nirenberg (1925–2020), matematikus
- Peter Broeker (1929–1980), autóversenyző
- Harry Howell (1932–2019), jégkorongozó
- Eugene Levy (* 1946), színész
- Martin Short (* 1950), színész, humorista, énekes és író
- Neil Peart (1952–2020), zenész
- Blake Dunlop (* 1953), jégkorongozó
- Don Edwards (* 1955), jégkorongozó
- Stana Katić (* 1978), színésznő

## Népesség
A település népességének változása:
| Lakosok száma | 519 949 | 536 917 | 569 353 |
|               | 2011    | 2016    | 2021    |